# Zastudnie (Nawojowa Góra)
Zastudnie – wschodnia część wsi Nawojowa Góra w Polsce, położona w województwie małopolskim, w powiecie krakowskim, w gminie Krzeszowice.
W latach 1975–1998 Zastudnie administracyjnie należało do województwa krakowskiego.